# Ẩm thực Cuba

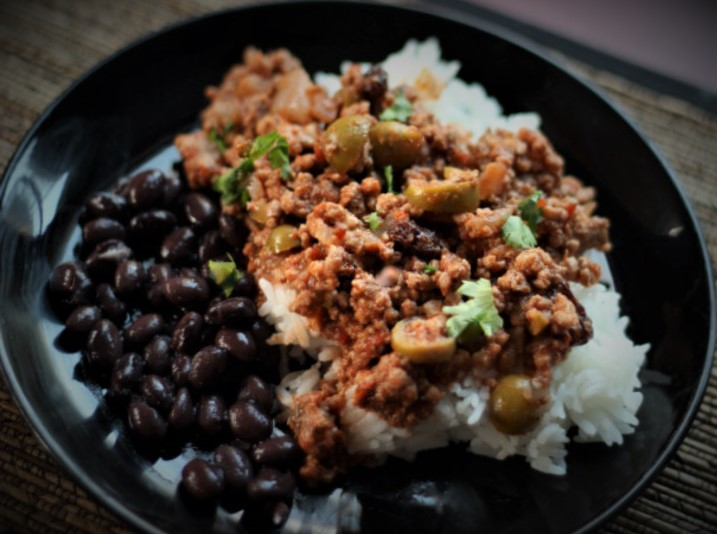
Món ăn truyền thống ở Cuba (cơm với đậu đen)

Ẩm thực Cuba là sự pha trộn của các món ăn châu Phi, Tây Ban Nha và các món ăn Caribe, đây là sự kết hợp của ẩm thực Tây Ban Nha và các phong cách ẩm thực Caribe. Công thức chế biến món ăn ở Cuba sử dụng cùng loại hương vị và kỹ thuật với cách nấu ăn của Tây Ban Nha và Châu Phi, cùng một số ảnh hưởng vùng vùng Caribe trong chuyện sử dụng gia vị và mùi vị. Cũng có thể kể đến một ảnh hưởng nhỏ đáng chú ý của Trung Quốc ở khu vực Havana và cũng có một số ảnh hưởng của phong cách ẩm thực Ý. Trong thời còn là thuộc địa, Cuba là một hải cảng thương mại quan trọng và nhiều người Tây Ban Nha đã mang theo truyền thống ẩm thực của họ đển hòn đảo này. Những ảnh hưởng khác đến nền ẩm thực Cuba còn đến từ Châu Phi khi mà những người nô lệ da đen được đưa đến Cuba, và cũng có ảnh hưởng từ những kẻ thực dân Pháp đến Cuba từ Haiti Một yếu tố đóng góp khác vào nền ẩm thực Cuba là khí hậu nhiệt đới đã cho nhiều loại trái cây và rau củ trong các món ăn và bữa ăn thường nhật Cuba

## Tổng quan

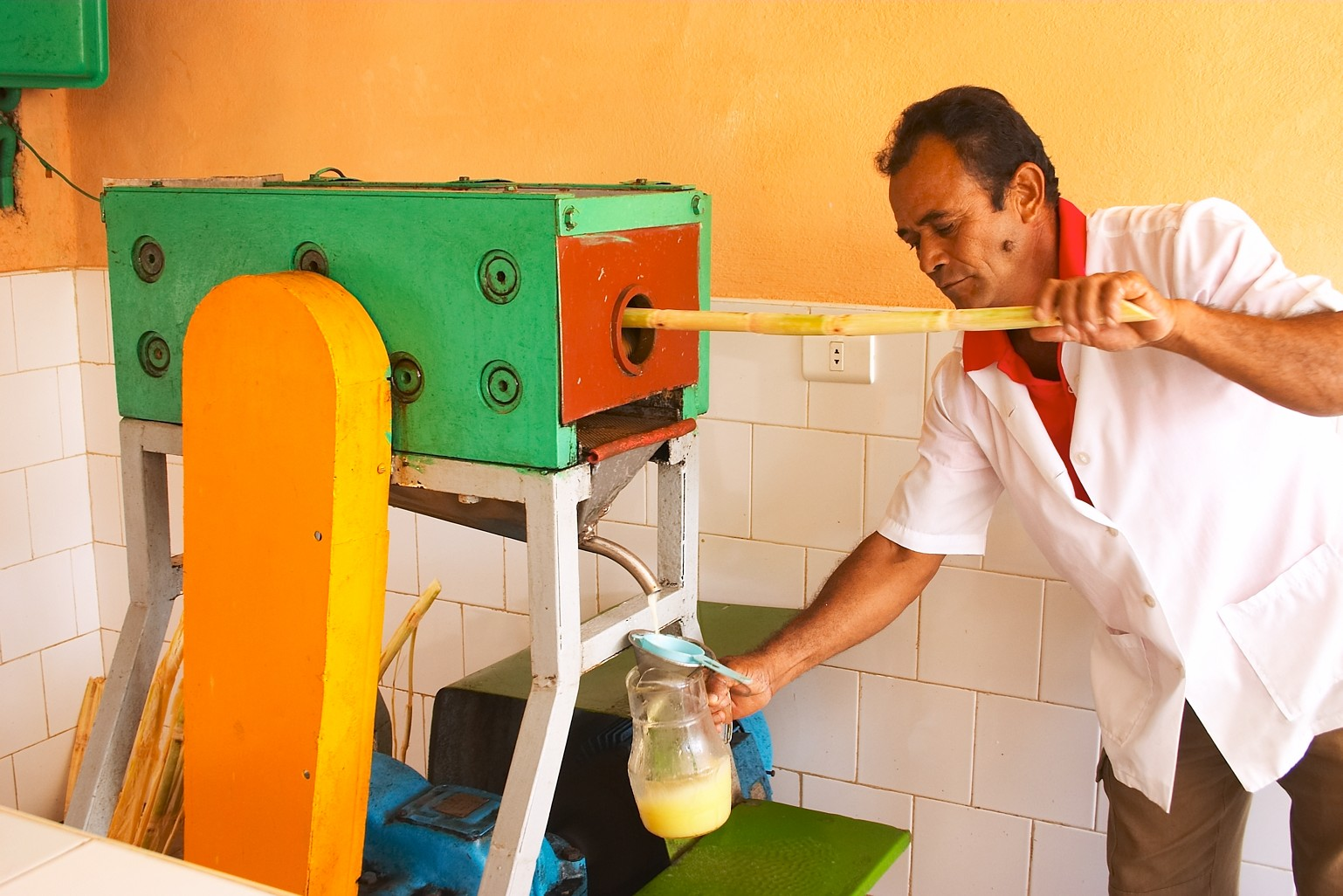
Nước mía ở Cuba, nhà thơ Tố Hữu từng khen mía Cuba ngọt lịm đường

Một bữa ăn truyền thống của Cuba sẽ không bao giờ được phục vụ theo kiểu từng món một, mà tất cả thức ăn sẽ được đưa ra cùng lúc. Bữa ăn đặc trưng của Cuba gồm đậu đen và gạo, ropa vieja (thịt bò thái nhỏ), bánh mì Cuba, thịt lợn với hành, và hoa quả nhiệt đới. Đậu đen và gạo, được gọi là moros y cristianos (hay nói gọn là moros). Nhiều món được nấu chín từ từ với nước chấm nhạt. Tỏi, thì là Ai Cập, oregano và lá nguyệt quế là các loại gia vị được sử dụng nhiều, công thức được gọi là "congri" hoặc "Moros" hay "Moros y Cristianos" (đậu đen và gạo), khi được nấu riêng thì gọi là "arroz con frijoles" (cơm với đậu) hoặc "arroz y frijoles" (cơm và đậu).
Khi nói đến thực phẩm, người Cuba rất cẩn thận, họ nấu ăn mất rất nhiều thời gian vì nguyên liệu cơ bản của hầu hết các món ăn là đậu, cần phải ngâm trong nước trước khi được nấu chín, thịt phải được ướp vài giờ trước khi nấu. Người Cuba dùng cơm gạo trong các bữa ăn chính, và đậu đen là thành phần quan trọng dưới dạng cơm đậu đen hoặc món canh hầm (potaje), đậu đen đã làm cân bằng dinh dưỡng cho con người trong điều kiện các nguồn protit từ động vật còn thiếu, đậu đen là cây được quan tâm, ưu tiên canh tác trong vụ đông. Người dân Cuba chưa có thói quen dùng đậu tương làm thực phẩm trong bữa ăn hàng ngày. Sản vật cho ẩm thực Cuba từng được Tố Hữu ca ngợi trong một bài thơ Từ Cuba: "Em ạ, Cuba ngọt lịm đường/Mía xanh đồng bãi biếc đồi nương/Cam ngon xoài ngọt vàng nông trại/Ong lạc đường hoa rộn bốn phương"

## Các món
- Arroz con leche (Hỗn hợp sữa gạo)
- Arroz con maiz
- Arroz con pollo: Cơm gà
- Arroz a la cubana
- Batido
- Bistec de Palomilla
- Boliche
- Buñuelo
- Butifarra
- Camarones: Món tôm
- Camarones Enchilados
- Casabe
- Chiviricos
- Churros
- Croqueta
- Cucurucho
- Dulce de leche
- Empanada
- Flan de calabaza (Crème caramel)
- Flan de coco
- Flan de guayaba
- Flan de huevos
- Elena Ruz
- Frijoles negros
- Frita
- Fufú de Plátano
- Guayaba
- Majarete
- Medianoche
- Mermelada
- Mojo Criollo: Nước sốt Mojo
- Morcilla
- Moros y Cristianos
- Natilla
- Papa rellena

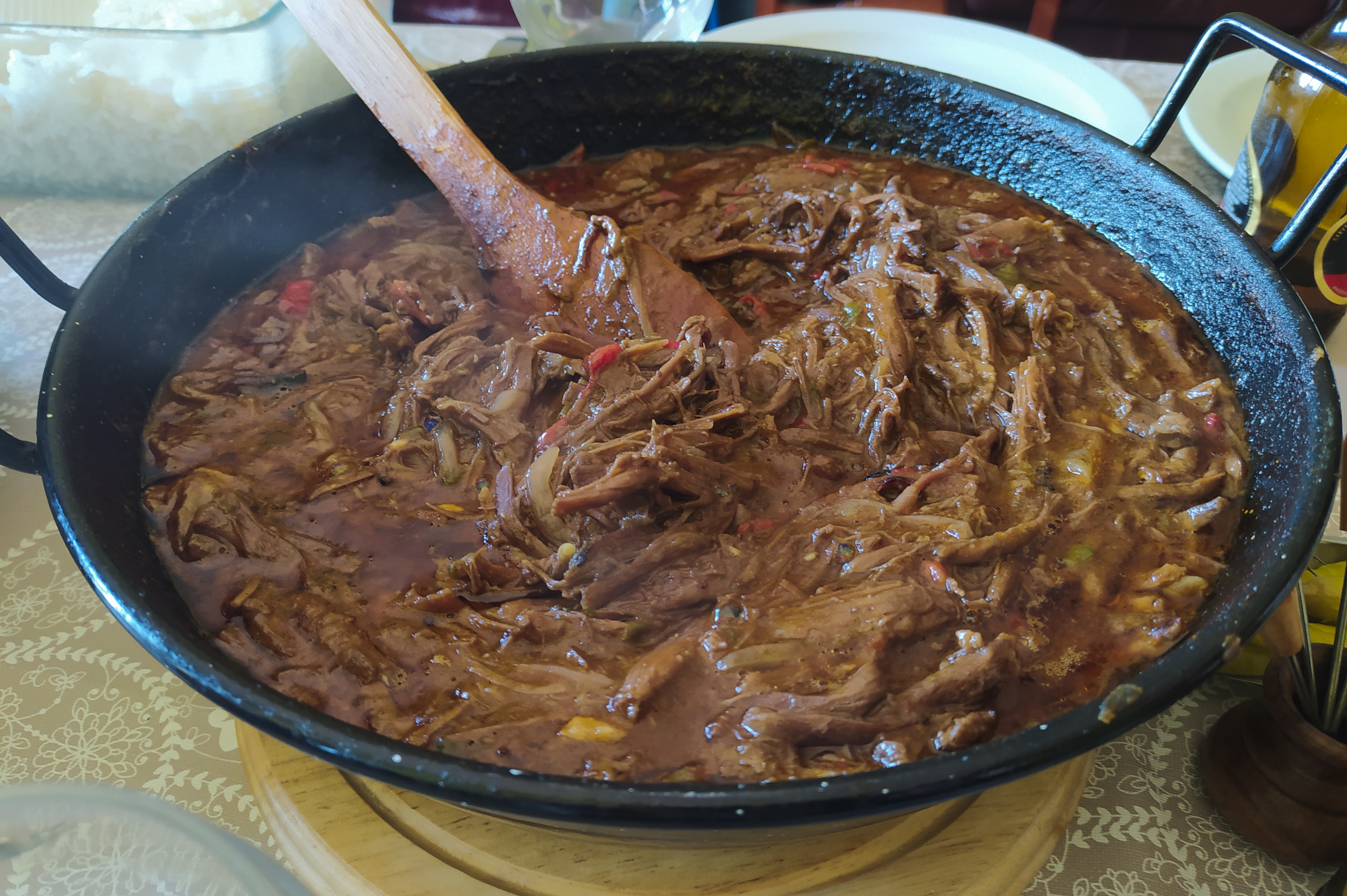
Một món thịt bò hầm ở Cuba Ropa Vieja

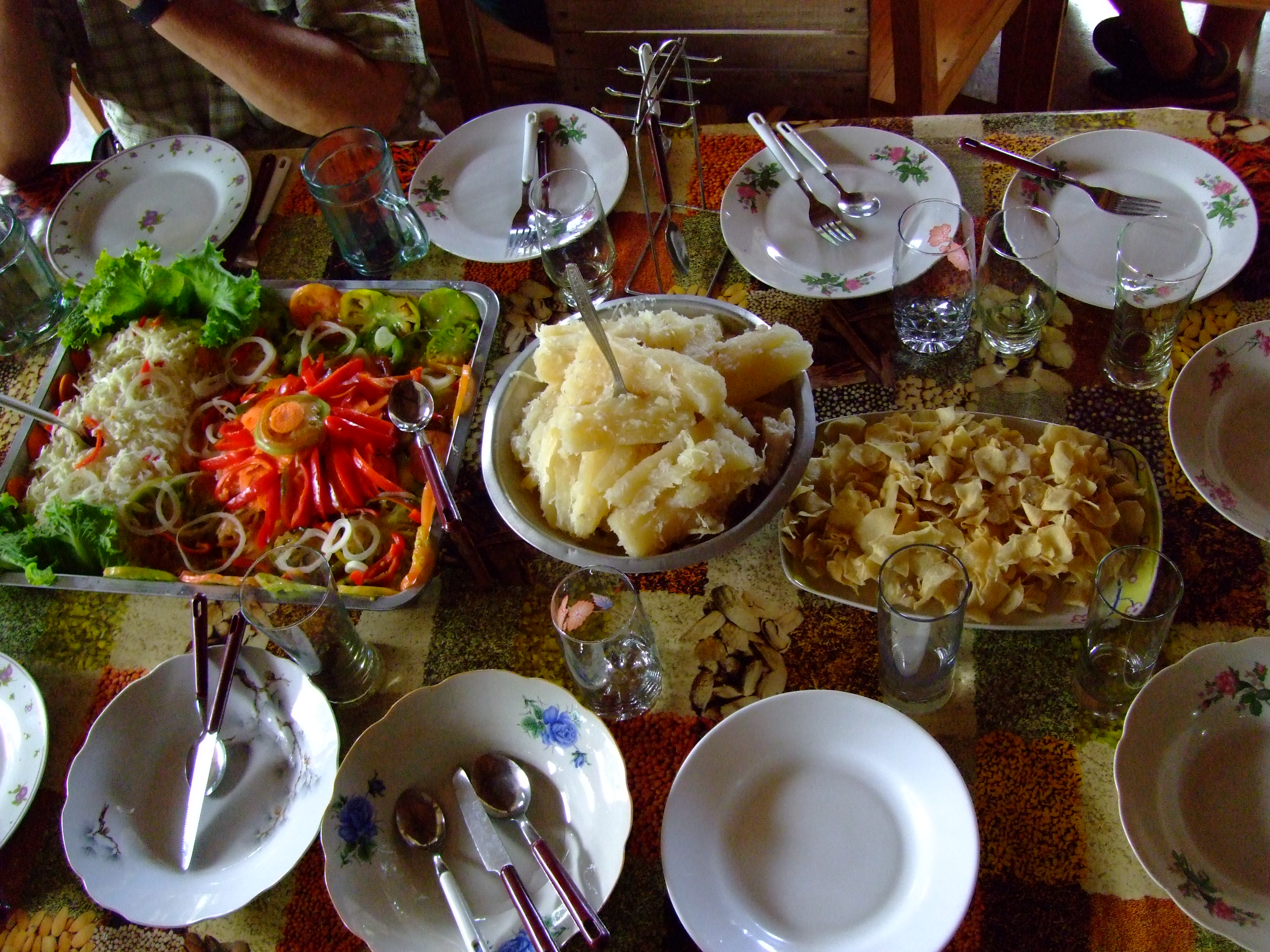
Một bữa ăn kiểu tiệc đứng ở Cuba, đáng chú ý có món sắn (khoai mì)

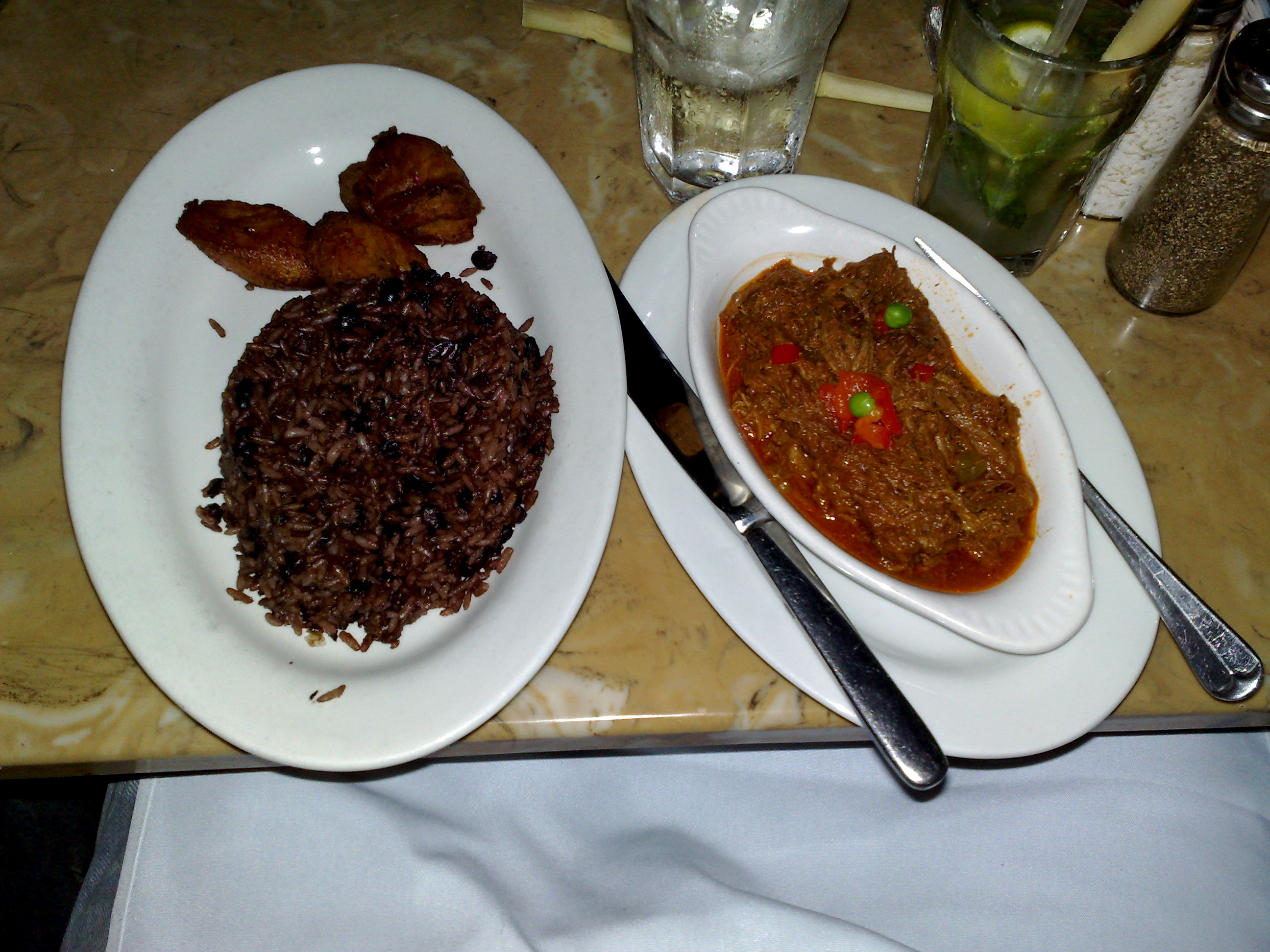
Một món ăn ở Cuba

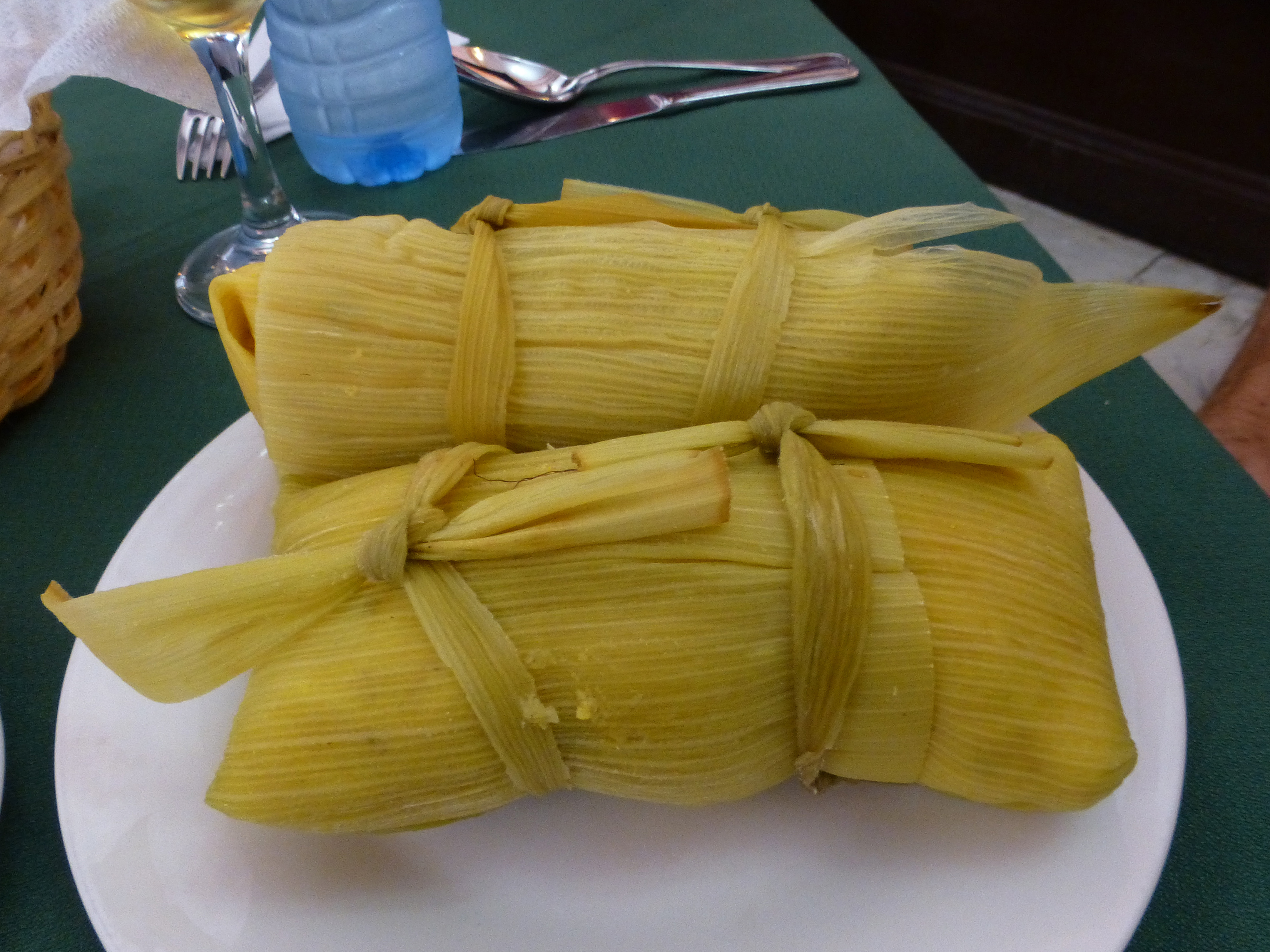
Món Tamales

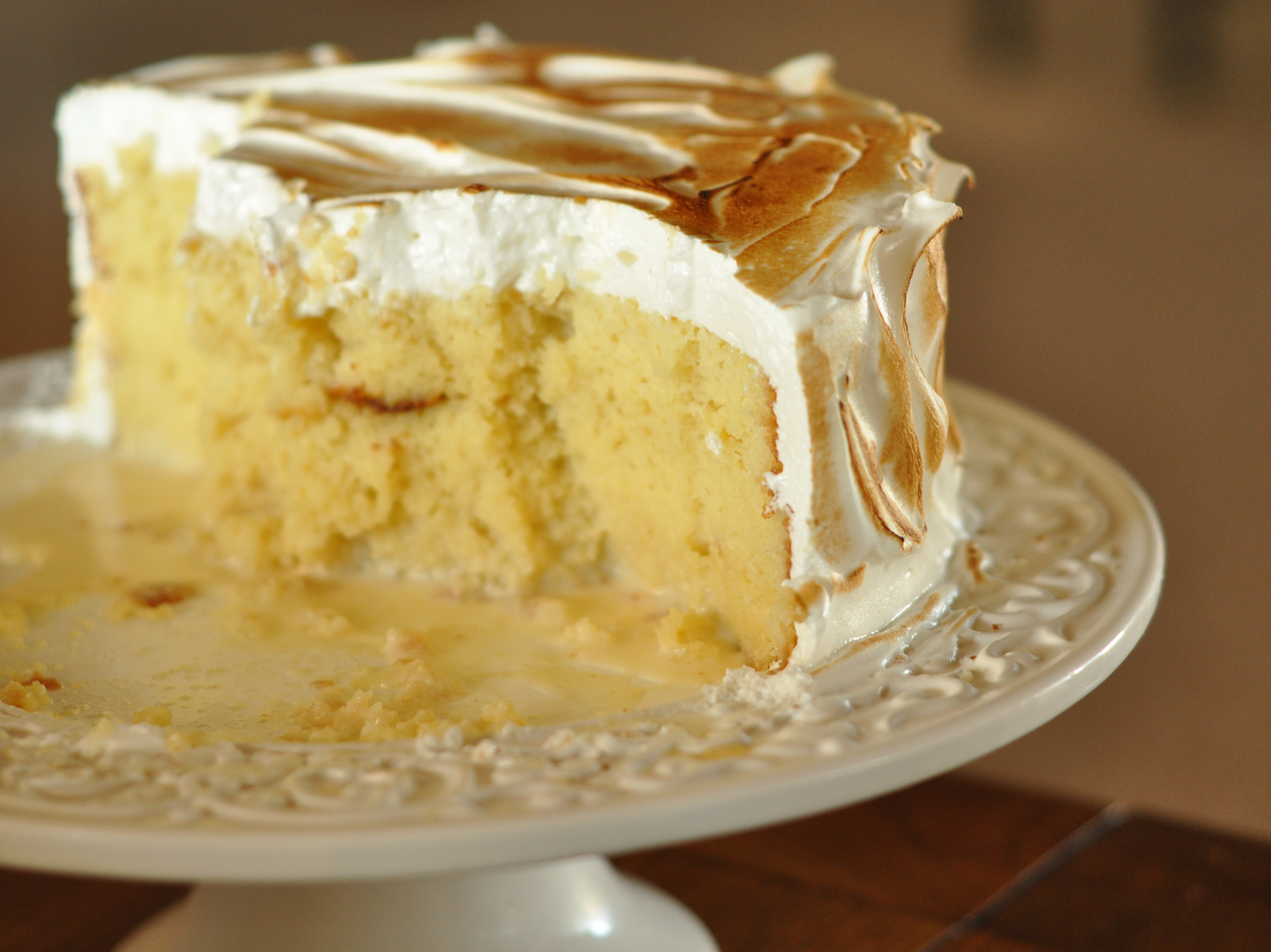
Bánh ngọt ở Cuba

- Papitas fritas: Khoai tây chiên kiểu Cuba
- Pasteles
- Picadillo
- Platano maduro frito
- Pudín de pan
- Pulpeta: Chả thịt
- Ropa vieja
- Sandwich Cubano: Bánh mì kẹp kiểu Cuba, nổi tiếng ở Mỹ
- Sopa de pollo: Súp gà kiểu Cuba
- Tamale
- Tortilla de patatas
- Tasajo
- Torrejas
- Tostada
- Tostones
- Bánh Tres leches
- Turrones
- Vaca Frita
- Yuca con mojo
- Yuca frita
- Batido - Sữa lắc với yến mạch
- Cafe Cubano - Cà phê Cuba, loại cà phê trứ danh
- Cuba Libre – Rượu Rum, Coca-Cola, đường,
- Daiquiri -
- El Presidente
- Guarapo – Nước mía Cuba ngọt lịm đường
- Bia Hatuey
- Ironbeer
- Đồ uống Malta
- Materva
- Mojito
- Jupiña
- Cortadito
- Carajillo
- Cuban Piña Colada

## Tham khảo

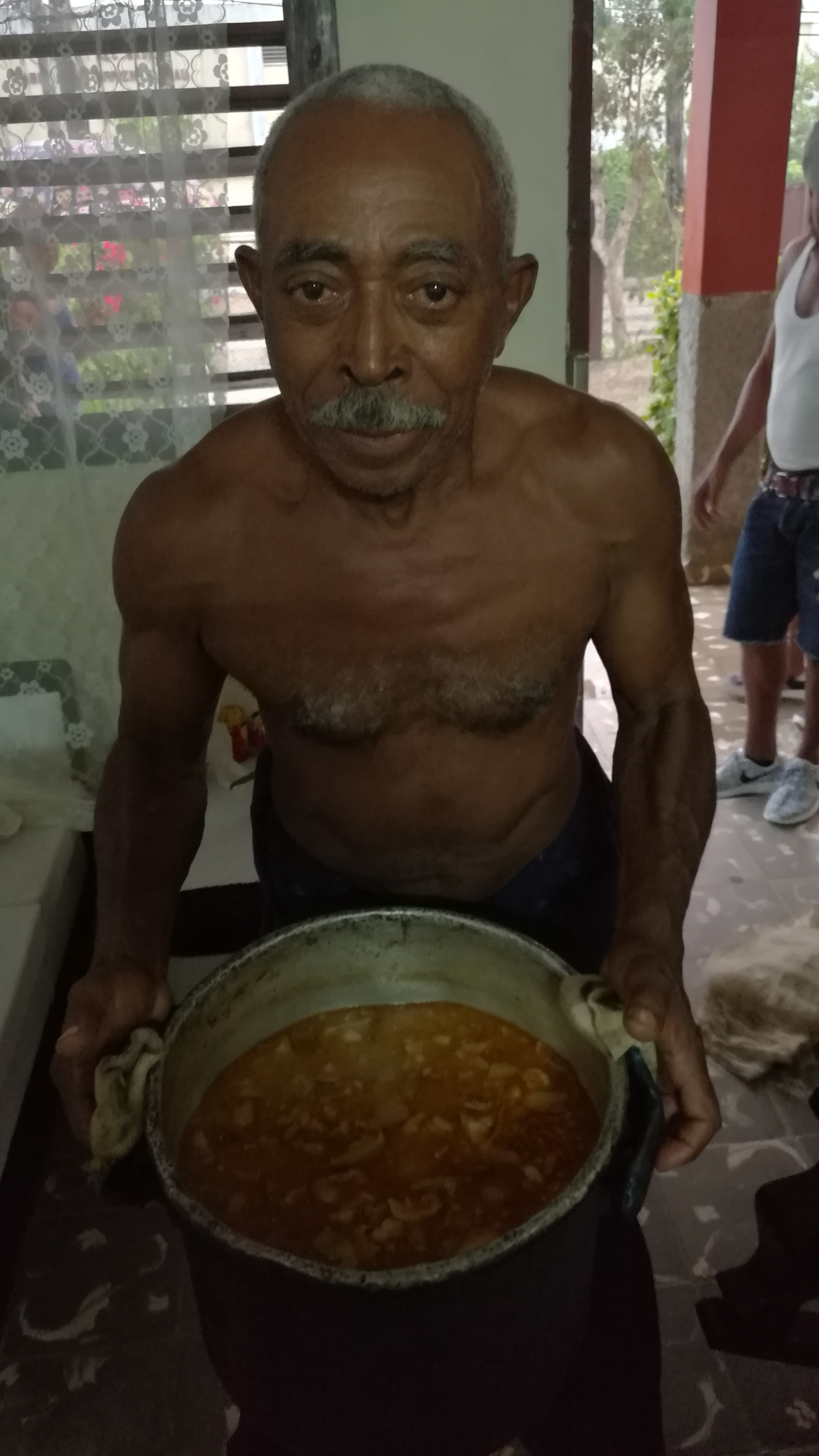
Một món ăn bình dân